# Duello nel Texas
Duello nel Texas – włosko–hiszpański film z 1963 roku w reżyserii Ricardo Blasco. Jeden z pierwszych spaghetti westernów.

## Fabuła
W miasteczku położonym w pobliżu granicy amerykańsko-meksykańskiej, trzech zamaskowanych mężczyzn zabija starego Meksykanina kradnąc złoto, które posiadał. Ricardo zwany Gringo, który przed laty został adoptowany przez starca, postanawia odszukać bandytów.

## Obsada
- Richard Harrison – Ricardo "Gringo" Martinez
- Daniel Martin – Manuel Martinez
- Sara Lezana – Elisa Martinez
- Giacomo Rossi Stuart – szeryf Lance Corbett
- Mikaela – Maria
- José Calvo – Francisco
- Aldo Sambrell – Juan Garolo